# Hans Otte (Komponist)
Hans Günther Franz Otte (* 3. Dezember 1926 in Plauen; † 25. Dezember 2007 in Bremen) war ein deutscher Komponist und Pianist.

## Leben
Otte entstammte einer musikliebenden Apothekerfamilie und wuchs in Dyhernfurth (heute Brzeg Dolny) bei Breslau auf. Schon mit fünf Jahren war er fasziniert von den Künsten, ersann Dramen und inszenierte sie im Familienkreis auf selbstgebauten Miniaturbühnen.
Die pianistische Grundausbildung erhielt er seit Mitte der 1930er-Jahre bei Bronisław von Poźniak. Seither komponierte er Klavier- und Instrumentalstücke, mit neun ein Klavierkonzert, mit 14 eine 1. Symphonie. Mit 16 wurde er zum Reichsarbeitsdienst in die Tschechoslowakei und ein Jahr später als Funker zur Kriegsmarine nach Kiel eingezogen, von wo aus er bis 1945 unter bedrückenden Bedingungen Militärdienst auf der Ostsee leistete.
Ab 1946 studierte Otte in Weimar parallel an der Musikhochschule Komposition bei [[Kurt Rasch (Komponist)<Kurt Rasch]], Dirigieren bei Hermann Abendroth, außerdem bildende Kunst und an der Stanislawski-Schauspielschule Theater.
Im selben Jahr gewann er einen „Weimarer Staatspreis“ für Improvisation.
Von 1948 bis 1950 setzte er seine Studien in Stuttgart im Fach Klavier bei Arno Erfurth und im Fach Komposition bei Johann Nepomuk David fort. 1950 ging er an die Yale University in New Haven und studierte Komposition bei Paul Hindemith, darauf Orgel bei Fernando Germani in Siena, verließ jedoch Italien bald wieder, um sich in Stuttgart als Pianist weiterzuentwickeln. Von dort aus nahm er von 1954 bis 1956 an Walter Giesekings Saarbrücker Meisterkursen teil. Er arbeitete als Klavierbegleiter, Komponist und Konzertpianist; eine erste Schallplattenaufnahme entstand 1955 mit den Berliner Philharmonikern unter Paul Hindemith.
Aus einem Studienaufenthalt in der Villa Massimo in Rom (1959) heraus engagierte Radio Bremen Otte als mit 32 Jahren jüngsten Musikchef der ARD. Hier entfaltete er parallel zur eigenen Künstlerkarriere besonders im Rahmen der von ihm begründeten Festivalbiennalen pro musica antiqua und pro musica nova bis 1984 eine epochemachende Tätigkeit als weltoffener Vermittler von Musik und Klangkunst: mit undogmatischer, auf sinnlich-direkte Vermittlung setzender Präsentation neuer, alter und kulturell differenter Musikkunst machte Otte Bremen über viele Jahre zu einer ersten Adresse der Musikwelt.
Oft gegen massiven Widerstand der Rundfunkgremien vergab Otte, der stets im internationalen Austausch mit der zeitgenössischen Spitze anfangs noch kaum bekannter Komponisten, Interpreten, Theaterleute, visueller Künstler und Philosophen stand, folgenreiche Arbeitsaufträge an die neuen Aufführungspraktiker Alter Musik von Safford Cape bis Nikolaus Harnoncourt, beförderte so die Entstehung von mehr als 100 neuen Werken von John Cage bis Karlheinz Stockhausen und die europäische Einführung der jungen amerikanischen Musik von La Monte Young bis Terry Riley, organisierte Live-Aufführungen und Klaviermusikproduktionen von David Tudor bis Herbert Henck, philosophische Vorträge von Theodor W. Adorno bis Ernst Bloch und initiierte nicht zuletzt eine Vielzahl multimedialer Arbeiten visueller Künstler von Wolf Vostell bis Nam June Paik.
Sich auf der Basis verinnerlichter Tradition gelassen und staunend ins unbekannte Neue fortzubewegen – diese Haltung charakterisierte nicht nur Ottes veranstalterisches Ethos, sondern auch seinen Werdegang als Komponist. In seinen von der Zweiten Wiener Schule und Serialismus beeinflussten Werken der 1950er- und 1960er-Jahre, wie seinen bei der Uraufführung in Donaueschingen ausgebuhten Passages für Klavier und Orchester (OWV 24, 1966), verzichtete Otte nie auf die Verwendung konsonanter Klänge, die in den „absolutistischen Neue-Musik-Tempeln“ als „politisch inkorrekte Gestaltungsmittel verfemt“ waren. (Quelle?)
Exemplarisch offenbarte sich Ottes traditionsgeschulter Sinn für neuen Klang im zwölfteiligen Klavierzyklus Das Buch der Klänge (OWV 42, 1979–1982). Unter behutsamer Aufhebung der europäischen Klaviertradition kondensierte er hier – mit Spuren zu Schubert, Chopin, Debussy, Ravel, Satie und der amerikanischen Minimal Music – eine raffinierte, stets fließende Synthese alter und neuer Klang- und Formenwelten. Das Buch der Klänge, eine für Werke zeitgenössischer E-Musik geradezu populäre Komposition, wurde bis dato – in Ottes eigener Aufnahme von 1983 – weltweit vielfach verbreitet. Dieses 1997 von Herbert Henck neu eingespielte Werk wird auch im internationalen Konzertleben von immer mehr Interpreten beachtet.
Mit seinem zweiten großen Klavierzyklus Stundenbuch (OWV 62, 1991–1998) setzte Otte den begonnenen Weg der integrativen Öffnung fort, diesmal das „Wesentliche, scheinbar Einfache“ noch stärker fokussierend: Ottes gelebter Dialog mit japanischer Zen-Tradition, begonnen fast zeitgleich mit einer jahrzehntelang währenden Freundschaft zu John Cage, fortgesetzt während mehrfacher Aufenthalte in Japan, führte den Komponisten zu seiner offenen, Hörer wie Interpreten (durchaus im Cage’schen Sinne) „frei lassenden“ Klangarbeit, die aleatorischer Techniken jedoch nicht bedarf. Gleichsam in der Luft verwurzelt evozieren die 48 beziehungsreichen Miniaturen des Stundenbuchs trotz fast durchgängig beibehaltener Zweistimmigkeit harmonisch komplexe „Klanggewächse“. Den vollendeten Zyklus legte Otte 2000 wiederum in eigener Einspielung vor.
Die Erfahrung des Hörens mit den Mitmenschen unmittelbar zu teilen, die Schönheiten des auf sich selbst verweisenden Klangs freizulegen und damit Horizonte für philosophisches Denken und spirituelle Empfindungen zu öffnen – das sind die treibenden Sehnsüchte, die sich auch mit Ottes zahlreichen Multimediaarbeiten verbinden. Seit dem archetypisch direkten Klangobjekt Atem (OWV KI 1, 1972) bis zur raffinierten, Sprachklang in chorische Raummusik transformierenden Arbeit Namenklang (OWV KI 16, 1995) entwickelte Otte diese Werkgruppe ständig weiter. Formal präzis bedienen sich Ottes beinahe 50 Klanginstallationen, -skulpturen, Licht- und Klangenvironments, Bildserien, Videos und nicht zuletzt 17 Musiktheaterstücke eines für ein und dieselbe Person überaus weit gespannten Spektrums künstlerischer Gestaltungstechniken.
Otte lebte seit 1959 als Musiker und Intermediakünstler in Bremen und war auch als Rundfunkveranstalter bis 1984, Organist und Pianist bis 1999, Text- und Musiktheaterautor, Klanginstallateur, bildender Künstler und Komponist tätig. Für seine Lebensleistung wurde Otte 1999 von der Hochschule für Künste Bremen mit dem Titel des Honorarprofessors geehrt. Außerdem erhielt er 1972 den Johann-Wenzel-Stamnitz-Preis der Künstlergilde Esslingen für sein Schaffen.

## Werke
- Am 20. November 2006 erschien die zweisprachige (deutsch/englische) Publikation Hans Otte – Klang der Klänge / Sound of Sounds (Buch mit DVD/CD) von Ingo Ahmels, herausgegeben bei Schott von Rolf W. Stoll, ISBN 3-7957-0586-X. Neben audiovisuellen Dokumenten wie Gesprächen mit Hans Otte, Herbert Henck und Hans-Joachim Hespos enthält das Werk u. a. Ottes ausführliche Biographie, sein Werkeverzeichnis, einen Mediapool sowie Studien zum künstlerischen Schaffen, insbesondere der Harmonikkonzeption des Komponisten Otte.
- CDs mit seiner Musik sind u. a. auf den Labeln Amiata Records (ARNR 0394), Kuckuck (Celestial Harmonies), ECM und d'c records (Dacapo) erschienen.